# Savogna
Savogna (friuli nyelven: Savogne, szlovénül: Sovodnje) település Olaszországban, Friuli-Venezia Giulia régióban, Udine megyében. Lakosainak száma 357 fő (2023. január 1.). Savogna Grimacco, Pulfero, San Leonardo, San Pietro al Natisone és Kobarid községekkel határos.

## Népesség
A település népességének változása:
| Lakosok száma | 393  | 380  | 357  |
|               | 2017 | 2018 | 2023 |